# 布雷阿群岛
布雷阿群岛（法語：archipel de Bréhat，法語發音：[aʁʃipɛl də bʁea]）是法国布列塔尼大區菲尼斯泰尔省的一组群島，位于英吉利海峡，临近潘波勒，由10座岛屿与数座小岛组成。